# Xanthomorda cooteri
Xanthomorda cooteri (Batten, 1990) es una especie de coleóptero de la familia Mordellidae.

## Descripción
Especie de pequeño tamaño, con cuerpo convexo que se estrecha hacia la parte posterior. Los adultos presentan una coloración rojo-amarillenta, con los élitros oscureciéndose hacia el extremo posterior y pubescencia dorada. La cabeza es densamente punteada y los ojos son grandes, pilosos, sin margen temporal. Las antenas muestran proporciones diagnósticas entre sus segmentos. El pronoto es más ancho en la parte anterior, con lóbulos bien desarrollados y ángulos basales redondeados. El escutelo tiene forma triangular.

## Distribución geográfica
Habita en Papúa Nueva Guinea.